# IP连通性接入网
IP连通性接入网（英語：IP connectivity access network，缩写IP-CAN）是提供互联网协议（IP）连通性的接入网。该属于通常在蜂窝网络领域使用，并常指代GPRS、EDGE等3GPP接入网，但也可用于指无线局域网（WLAN）或DSL网络。它于3GPP IP多媒体子系统（IMS）标准中引入，作为一个指代任何基于IP的接入网的通用术语，因为IMS非常重视接入网与服务网的分离。